# Кербо
Кербо — труднодоступная метеостанция (ТДС), упразднённое село в Эвенкийском районе Красноярского края России.

## География
Посёлок расположен в центральной части Среднесибирского плоскогорья, на правом берегу реки Таймура (левый приток р. Нижняя Тунгуска) возле впадения в неё реки Чамбэ, в 179 км к югу от посёлка Тура.
Рельеф местности холмистый, пересеченный ложбинами, высота холмов от 10 до 100 м. Наибольшая высота: 231 м над уровнем моря
Река Таймура протекает к югу в направлении с юго-юго-востока на северо-северо-запад. Ширина реки в межень 140—160 м, в период весеннего половодья 200—220 м.
Окрестности покрыты хвойным лесом, в основном лиственницей.

## Название
Посёлок получил название от реки Кербо.

## История
Населённый пункт возник как поселение при метеостанции. 
Начало наблюдений: гидрометеорологические — 08.12.1951 г., агрометеорологические — 1974 г.

## Население
С советских времён посёлок не имеет постоянных жителей, однако тут есть метеостанция. Начальник станции: Спирев Сергей Павлович

## Инфраструктура
Метеорологическая станция Кербо, относящаяся к пгт. Тура

## Транспорт
Зимой с посёлком Тура открывается автозимник.